# 엔젤우몬
엔젤우몬(ANGELWOMON, エンジェウーモン)은 디지몬 시리즈 시리즈에서 등장하는 완전체 디지몬이다. 필살기는 천국의 화살 (홀리 애로우), 천국의 미소 (헤븐즈 참) 원판 이름은 엔제우몬. 라이벌이자 숙적으로는 레이디데블몬이 있다. 

## 생김새
완전체의 천사형 디지몬이다. 날개가 4쌍이고, 분홍색 리본이 특징적이며, 하늘을 날 수 있게 된다.

## 작중 묘사
묘티스몬이 위자몬을 살해하자(정확히 말하자면 위자몬이 모두를 구하기 위해 희생한 셈이다.), 가트몬은 완전체인 엔젤우몬으로 진화한다. 나리를 구하기 전에 먼저 그를 그녀 자신의 힘으로 쓰러뜨린다. 이후에는, 신태일에게 화살을 쏘아 아구몬을 워그레이몬으로 워프진화를 하게 도움을 준다. 1기 50화에선 라이벌인 레이디데블몬과 치열한 캣파이트를 벌인다. 이 대결은 서로 빛과 어둠의 힘을 사용하는 필살기 뿐만 아니라 서로의 머리채를 잡고 뺨에 싸대기를 날리는 처절한 난타전으로 번진다. 결국 레이디데블몬이 강력한 돌려차기로 엔젤우몬을 쓰러트리며 둘 사이의 여자의 자존심을 건 1대1 대결에선 엔젤우몬이 패배하고 만다. 하지만 마지막 순간에 아트라캅테리몬의 도움으로 위기를 넘기고 피에몬을 상대하게 된다. 1기 52화에서는 피에몬의 기술에 당해 인형으로 변해버린 적이 있었다. 2기에서도 재등장한 레이디데블몬과 복수전을 벌이는데 여기서도 레이디데블몬에게 양팔이 붙잡혀 고통스럽게 뒤틀려지며 패배하고 만다. 힘을 전부 소모한 상황에서 자존심을 삼키며 아큐라몬의 도움을 구해 실피드몬으로 조그레스 진화해 계속 참전한다. 

## 진화과정
진화： 하얀몬→야옹몬→플롯트몬→가트몬→엔젤우몬→오파니몬